# Štěpánka (přítok Opusty)
Štěpánka je potok v okrese Opava v Moravskoslezském kraji, který patří do povodí řeky Opava (povodí Odry, úmoří Baltského moře).

## Popis toku potoka
Potok Štěpánka pramení u silnice II/467 ve Štěpánkovicích, poblíž železniční zastávky Štěpánkovice v okrese Opava. Potok nejprve teče jižním směrem, dvakrát vede propustky pod železniční tratí a ve městě Kravaře se stáčí přibližně jiho-jihovýchodním směrem. V Kravařích se také měří průtok Štěpánky. Následně jihozápadně pod Zábřehem vtéká do přírodní rezervace Koutské a Zábřežské louky, kde křižuje naučnou stezku Koutské a Zabřežské louky, je propojen s kanálem Mlýnská strouha. Potok dále vede mezi Dolním Benešovem a Hájem ve Slezsku a protéká mezi jezerem Jezero a rybníkem Nezmar, který je největším rybníkem v okrese Opava. Nakonec, poblíž řeky Opava, se Štěpánka vlévá zprava do potoka Opusta.

## Galerie

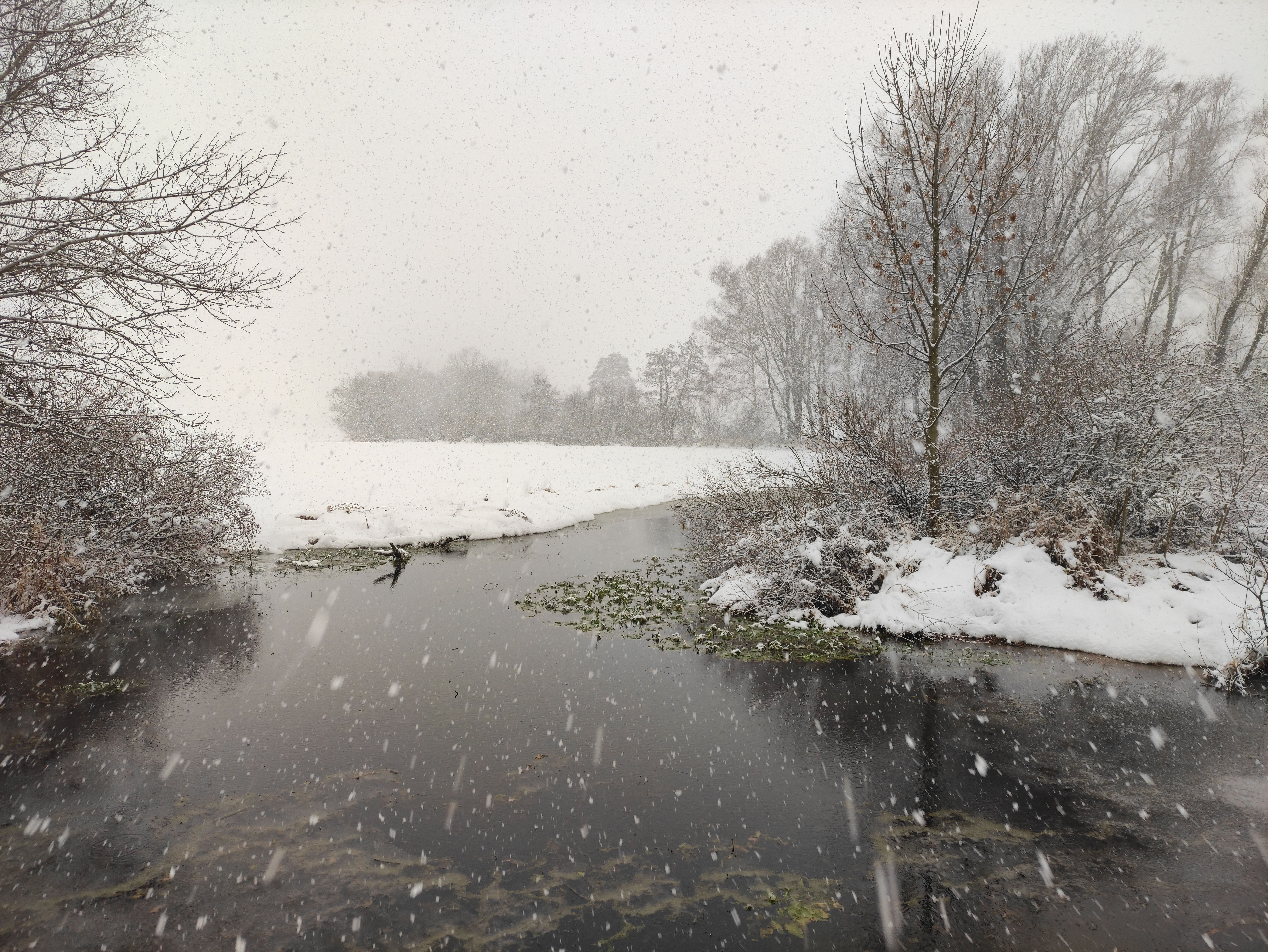
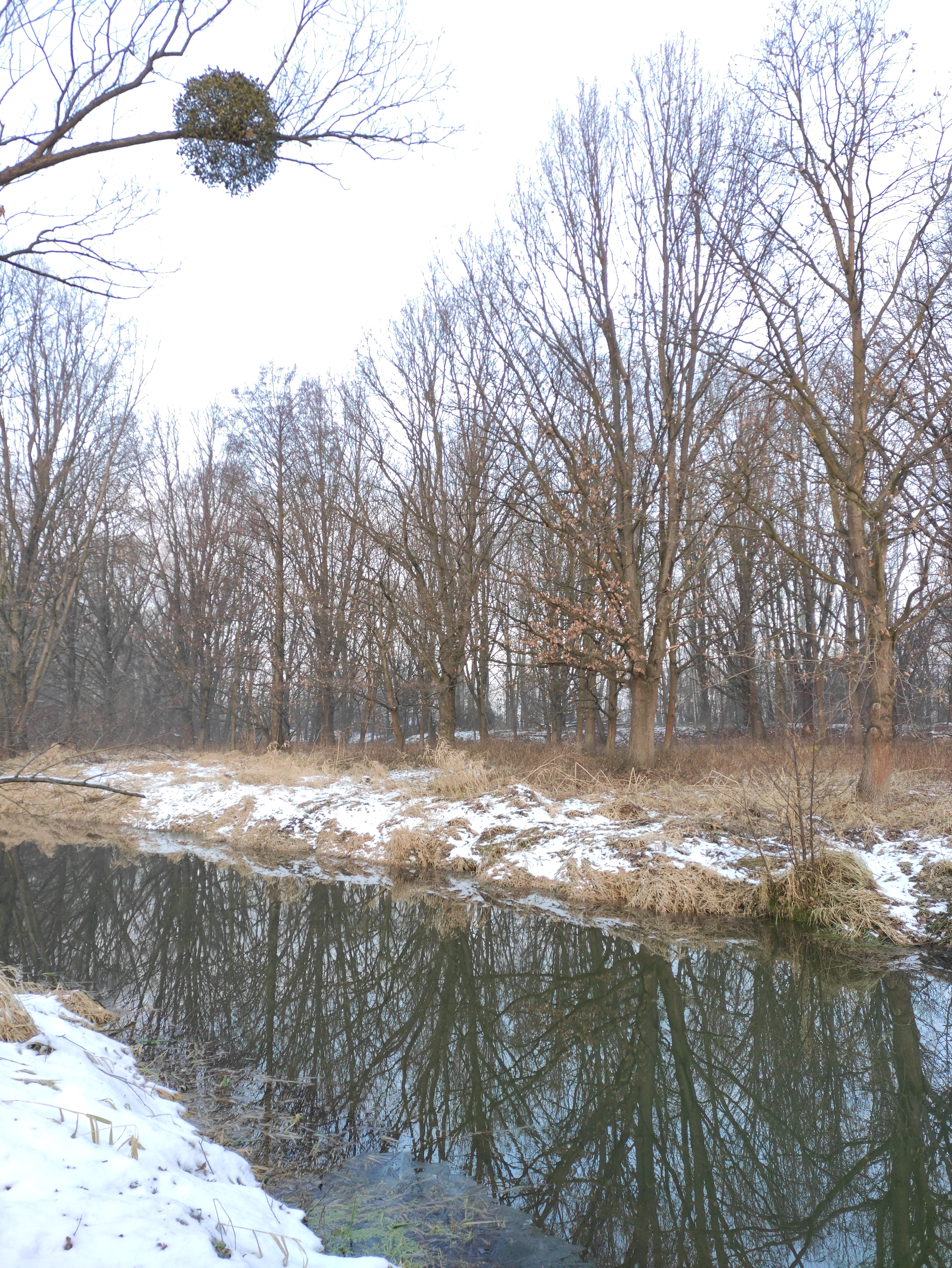